# 고창 무장동헌
고창 무장동헌(高敞 茂長東軒)은 대한민국 전북특별자치도 고창군에 있는 건축물이다. 1973년 6월 23일 전라북도의 유형문화재 제35호로 지정되었다.

## 개요
고창 무장동헌은 관아에서 업무를 처리하던 중심 건물로 당시 현감이 집무하던 곳이다. 조선 명종 20년(1565)에 세웠으며, 한때 무장초등학교 교실로 사용하기도 하여 변형이 된 것을 1989년 원형으로 복원하였다.
앞면 6칸·옆면 4칸 규모이며, 지붕은 옆면에서 볼 때 여덟 팔(八)자 모양인 팔작지붕집으로 전체적으로 장중한 느낌을 주는 조선시대 건축물이다.

## 현지 안내문
동헌은 조선시대의 각 행정단위에 파견된 수령이 정무를 보던 청사이다. 무장현감이 근무하던 이 동헌은 조선 명종 20년(1565)에 세워졌으나, 일제 강점기 때 초등학교의 교실로 사용되는 등 크게 부서졌던 것을 1983년에 새로 고친 것이다. 규모는 정면 6칸, 측면 4칸이고 처마는 겹처마양식이다. 두리기둥을 사용하였으며, 기둥의 길이가 길어 건물 전체가 장중한 느낌이 든다. 취백당이하는 현판을 걸어둔 건물이 무장동헌의 본청이다.

## 같이 보기
- 무장현
- 무장초등학교

## 참고 자료
- 고창무장동헌 - 국가유산청 국가유산포털